# Sara Söderberg
Sara Söderberg, född 1 januari 1994 i Norrköping, är en svensk friidrottare (mångkamp, sprint och längdhopp). Hon tävlar för IK Norrköping Friidrott. Hon vann SM-guld i sjukamp år 2012.

## Personliga rekord
| Utomhus - 100 meter – 11,96 (Hässleholm 5 augusti 2016) - 100 meter – 11,93 (medvind) (Sollentuna 26 augusti 2016) - 200 meter – 24,55 (Esbo, Finland 21 augusti 2016) - 200 meter – 24,54 (medvind) (Gävle 10 augusti 2014) - 800 meter – 2:31,39 (Huddinge 16 september 2012) - 100 meter häck – 14,94 (Stockholm 24 augusti 2013) - Höjd – 1,60 (Kalmar 14 september 2013) - Längd – 5,83 (Göteborg 29 juni 2013) - Tresteg – 10,41 (medvind) (Västerås 30 juli 2010) - Kula – 10,38 (Falun 10 september 2016) - Spjut – 38,27 (Sollentuna 11 augusti 2012) - Sjukamp – 4 840 (Kalmar 15 september 2013) | Inomhus - 60 meter – 7,64 (Norrköping 30 januari 2016) - 200 meter – 24,85 (Norrköping 30 januari 2016) - 800 meter – 2:39,37 (Växjö 9 februari 2014) - 60 meter häck – 9,26 (Växjö 9 februari 2014) - Höjd – 1,56 (Örebro 12 januari 2014) - Längd – 5.73 (Sätra 8 januari 2013) - Kula – 10.59 (Örebro 11 januari 2014) - Femkamp – 3 331 (Växjö 9 februari 2014) |

### Fotnoter
1. ↑  ”SM i mångkamp 2012”. Arkiverad från originalet den 11 september 2011. https://web.archive.org/web/20110911195749/http://www.proteamonline.se/storage/customers/465/editor/resultat.html. Läst 16 april 2013.
2. ↑  ”SM i mångkamp 2013”. smfriidrott.com. Arkiverad från originalet den 19 januari 2015. https://web.archive.org/web/20150119042146/http://smfriidrott.com/sites/default/files/groupfiles/SM-resultat2.pdf. Läst 29 juli 2013.
3. 1 2 3 4 5 6 7 8 9 10 11 12 13 14 15 16 17 18 19 20 21  ”Personsida på AllAthletics”. all-athletics.com. Arkiverad från originalet den 4 mars 2016. https://web.archive.org/web/20160304132022/http://www.all-athletics.com/en-us/athlete/377975. Läst 27 oktober 2016.
4. ↑  ”Svensk mästarinna gästar studion, radiointervju”. sverigesradio.se. 17 september 2012. http://sverigesradio.se/sida/artikel.aspx?programid=504&artikel=5273928. Läst 16 april 2013.
5. 1 2 3 4  ”Personsida på European Athletics' webbplats”. european-athletics.org. http://www.european-athletics.org/athletes/group=s/athlete=133891-soderberg-sara/index.html. Läst 27 oktober 2016.